# Wapen van Molenlanden

Wapen van Molenlanden

Het wapen van Molenlanden is het gemeentewapen van de Nederlandse gemeente Molenlanden (Zuid-Holland). De gemeente Molenlanden bestaat sinds 1 januari 2019 na een fusie van de gemeenten Molenwaard en Giessenlanden in de huidige vorm. De gemeente kreeg het wapen begin december 2019 toegekend door de Kroon. In het wapen komen elementen uit wapens van voorgaande gemeentes terug.

## Geschiedenis
De in 2018 opgerichte werkgroep 'Gemeentewapen Molenlanden' had twee ontwerpen gemaakt. Het tweede ontwerp met daarop twee kleinere molens en grotere lisdodden werd door de werkgroep afgewezen. Op verzoek van de gemeente is een ontwerp voorgelegd aan de Hoge Raad van Adel. Het ontwerp dat voorgelegd werd aan de gemeenteraad ondervond bezwaren, waarvan het belangrijkste bezwaar de afwezigheid van de kleur "blauw" bleek te zijn. De gemeenteraad besloot daarom wederom contact met de Hoge Raad op te nemen en zond tevens als inspiratie twee ingezonden ontwerpen van een inwoner mee voor een wijziging. Van een van die ontwerpen kon daadwerkelijk de groen-blauwe schildvoet met de golvende zilveren balk worden overgenomen. Door het breken van de twee kleuren met een metaal, past de extra kleur binnen de regels van de heraldiek en daarmee is een raadselwapen voorkomen.

## Beschrijving
Het wapen werd bij Koninklijk besluit van 17 september 2019 aan de gemeente Molenlanden verleend, waarvan de omschrijving luidt: 
"In zilver een verhoogde beurtelings gekanteeld dwarsbalk van keel, beneden vergezeld van een molen van keel met aan weerszijden een bundel lisdodden van sinopel met aren van sabel geplaatst op een golvend doorsneden schildvoet van sinopel en azuur met over de deellijn een versmalde golvende dwarsbalk van zilver. Het schild gedekt met een gouden kroon van vijf bladeren."
Wapendiploma van 14 november 2019.
De markiezenkroon met vijf bladeren is overgenomen van het wapen van Molenwaard en is oorspronkelijk afkomstig uit het wapen van Liesveld.

## Verwante wapens

Molenwaard
Giessenlanden
Arkel
Molenaarsgraaf
Liesveld

Alblasserdam
· Albrandswaard
· Alphen aan den Rijn
· Barendrecht
· Bodegraven-Reeuwijk
· Capelle aan den IJssel
· Delft
· Den Haag
· Dordrecht
· Goeree-Overflakkee
· Gorinchem
· Gouda
· Hardinxveld-Giessendam
· Hendrik-Ido-Ambacht
· Hillegom
· Hoeksche Waard
· Kaag en Braassem
· Katwijk
· Krimpen aan den IJssel
· Krimpenerwaard
· Lansingerland
· Leiden
· Leiderdorp
· Leidschendam-Voorburg
· Lisse
· Maassluis
· Midden-Delfland
· Molenlanden
· Nieuwkoop
· Nissewaard
· Noordwijk
· Oegstgeest
· Papendrecht
· Pijnacker-Nootdorp
· Ridderkerk
· Rijswijk
· Rotterdam
· Schiedam
· Sliedrecht
· Teylingen
· Vlaardingen
· Voorne aan Zee
· Voorschoten
· Waddinxveen
· Wassenaar
· Westland
· Zoetermeer
· Zoeterwoude
· Zuidplas
· Zwijndrecht

Dorpswapens: Heerjansdam
· Maasland
· Scheveningen
· Schipluiden